# Despacito
Despacito és un senzill del cantant porto-riqueny Luis Fonsi amb la col·laboració del raper del mateix país Daddy Yankee del disc d'estudi. El 13 de gener de 2017, Universal Music Latin llançà Despacito i el seu vídeo musical que mostra els artistes cantant al barri de La Perla (Puerto Rico), amb la participació de la model Zuleyka Rivera. La cançó fou escrita per Luis Fonsi, Erika Ender i Daddy Yankee, i fou produïda per Andrés Torres i Mauricio Rengifo.
La seua emissió fou prohibida a la televisió i ràdio de Malàisia el 2017.

## Guardons
Nominacions
- 2018: Grammy a la gravació de l'any